# Loeseneriella cumingii
Loeseneriella cumingii är en benvedsväxtart som först beskrevs av M. A. Loiwson, och fick sitt nu gällande namn av Ding Hou. Loeseneriella cumingii ingår i släktet Loeseneriella och familjen Celastraceae. Inga underarter finns listade.